# Алавердашвили, Матро Давыдовна
Матро Давыдовна Алавердашвили (1901 год, село Арбошики, Сигнахский уезд, Тифлисская губерния, Российская империя — неизвестно, село Арбошики, Цителицкаройский район, Грузинская ССР) — звеньевая колхоза «Цители Арбошики» Цителицкаройского района, Грузинская ССР. Герой Социалистического Труда (1949). Депутат Верховного Совета Грузинской ССР 4-го созыва.

## Биография
Родилась в 1901 году в крестьянской семье в селе Арбошики Сигнахского уезда (сегодня — Дедоплисцкаройский муниципалитет). После получения начального образования в местной сельской школе трудилась в частном сельском хозяйстве. С 1930-х годов — рядовая колхозница в колхозе «Цители Арбошики» (позднее — имени Калинина) Цителицкаройского района. В послевоенные годы возглавлял виноградарское звено № 1.
В 1947 году звено под её руководством собрало в среднем с каждого гектара по 100,5 центнера кукурузы с участка площадью 5,2 гектара. Указом Президиума Верховного Совета СССР от 9 августа 1949 года удостоена звания Героя Социалистического Труда за «получение высоких урожаев винограда в 1948 году» с вручением ордена Ленина и золотой медали «Серп и Молот» (№ 4353).
Этим же Указом званием Героя Социалистического Труда были также награждены труженики колхоза «Цители Арбошики» Цителицкаройского района бригадир Георгий Иванович Аладашвили и звеньевая Тамара Георгиевна Ломидзе.
За выдающиеся трудовые достижения по итогам 1949 года была награждена вторым Орденом Ленина. В 1954 году участвовала во Всесоюзной выставке ВСХВ.
Избиралась депутатом Верховного Совета Грузинской ССР 4-го созыва (1955—1959).
После выхода на пенсию проживала в родном селе Арбошики. С 1969 года — персональный пенсионер союзного значения. Дата её кончины не установлена.
Награды
- Герой Социалистического Труда
- Орден Ленина — дважды (1949; 05.09.1950)
- Медаль ВСХВ (1954)